# Emblemariopsis ruetzleri
Emblemariopsis ruetzleri är en fiskart som beskrevs av Tyler och Tyler, 1997. Emblemariopsis ruetzleri ingår i släktet Emblemariopsis och familjen Chaenopsidae. Inga underarter finns listade i Catalogue of Life.